# Аллен, Брендан
Бре́ндан Ко́ди А́ллен (англ. Brendan Cody Allen; род. 28 декабря 1995 года) - американский профессиональный боец смешанных единоборств, в настоящее время выступающий в Ultimate Fighting Championship (UFC) в средней весовой категории. Профессионально выступает с 2015 года, является бывшим чемпионом Legacy Fighting Alliance (LFA) в среднем весе. Занимает 9 строчку рейтинга лучших бойцов UFC среднего веса.

## Ранняя карьера
Аллен начал свою профессиональную карьеру в ММА в 2015 году и выступал в различных промоушенах юга Соединённых Штатов. Он дважды становился чемпионом Legacy Fighting Alliance в среднем весе, победив Тима Хайли и Мозеса Муррьетту на турнирах LFA 50 и LFA 61 соответственно.

## Титулы и достижения
- Ultimate Fighting Championship
  - Обладатель премии «Выступление вечера» (3 раза) против Кшиштофа Йотко, Андре Муниса и Пола Крейга
  - Второе место по количеству побед приёмом среди бойцов среднего веса (6)
  - Делит 3-е место (также Шарлис Оливейра) по продолжительности серии побед приёмом (4)
  - Делит 3-е место (также Шарлис Оливейра и Ренату Карнейру) по количеству побед удушением сзади (6)
  - Делит 7-е место (также Франсис Кармон и Шон Стрикленд) по продолжительности серии побед среди бойцов среднего веса (6)
  - Делит 6-е место (также Франсис Нганну) по проценту побед в боях (85,71% / 12 побед при 2 поражениях)
- Legacy Fighting Alliance
  - Чемпион LFA в среднем весе (бывший, 1 раз, 1 успешная защита)
  - Участие в бою за титул чемпиона LFA  в среднем весе (4 раза, 2 победы)

## Статистика выступлений в MMA
| Боёв 32  | Побед 25 | Поражений 7 |
| -------- | -------- | ----------- |
| Нокаутом | 5        | 2           |
| Сдачей   | 14       | 1           |
| Решением | 6        | 4           |

| Результат | Рекорд | Соперник         | Способ                                       | Турнир                                    | Дата             | Раунд | Время | Место                       | Примечание                                           |
| --------- | ------ | ---------------- | -------------------------------------------- | ----------------------------------------- | ---------------- | ----- | ----- | --------------------------- | ---------------------------------------------------- |
| Победа    | 25-7   | Марвин Веттори   | Единогласное решение                         | UFC 318                                   | 19 июля 2025     | 3     | 5:00  | Новый Орлеан, Луизиана, США | «Лучший бой вечера» (1)                              |
| Поражение | 24-7   | Энтони Эрнандес  | Единогласное решение                         | UFC Fight Night: Сехудо vs. Сун           | 23 февраля 2025  | 3     | 5:00  | Сиэтл, США                  |                                                      |
| Поражение | 24-6   | Нассурдин Имавов | Единогласное решение                         | UFC Fight Night: Мойкану vs. Сен-Дени     | 28 сентября 2024 | 3     | 5:00  | Париж, Франция              |                                                      |
| Победа    | 24-5   | Крис Кёртис      | Раздельное решение                           | UFC Fight Night: Аллен vs. Кёртис 2       | 6 апреля 2024    | 5     | 5:00  | Лас-Вегас, Невада, США      |                                                      |
| Победа    | 23-5   | Пол Крейг        | Сдача, удушающий приём (удушение сзади)      | UFC Fight Night: Аллен vs. Крейг          | 18 ноября 2023   | 3     | 0:38  | Лас-Вегас, Невада, США      | «Выступление вечера» (3)                             |
| Победа    | 22-5   | Бруну Силва      | Сдача, удушающий приём (удушение сзади)      | UFC on ABC: Эмметт vs. Топурия            | 24 июня 2023     | 1     | 4:39  | Джэксонвилл, Флорида, США   |                                                      |
| Победа    | 21-5   | Андре Мунис      | Сдача, удушающий приём (удушение сзади)      | UFC Fight Night: Мунис vs. Аллен          | 25 февраля 2023  | 3     | 4:25  | Лас-Вегас, Невада, США      | «Выступление вечера» (2)                             |
| Победа    | 20-5   | Кшиштоф Йотко    | Сдача, удушающий приём (удушение сзади)      | UFC Fight Night: Дерн vs. Янь             | 1 октября 2022   | 1     | 4:17  | Лас-Вегас, Невада, США      | «Выступление вечера» (1)                             |
| Победа    | 19-5   | Джейкоб Малкун   | Единогласное решение                         | UFC 275                                   | 11 июня 2022     | 3     | 5:00  | Каланг, Сингапур            | Возвращение в средний вес                            |
| Победа    | 18-5   | Сэм Алви         | Сдача, удушающий приём (удушение сзади)      | UFC Fight Night: Херманссон vs. Стрикленд | 5 февраля 2022   | 2     | 2:10  | Лас-Вегас, Невада, США      | Дебют в полутяжёлом весе                             |
| Поражение | 17-5   | Крис Кёртис      | Технический нокаут (удары руками и коленями) | UFC on ESPN: Фонт vs. Алду                | 4 декабря 2021   | 2     | 1:58  | Лас-Вегас, Невада, США      |                                                      |
| Победа    | 17-4   | Пунахеле Сориано | Единогласное решение                         | UFC on ESPN: Сэндхэген vs. Диллашоу       | 24 июля 2021     | 3     | 5:00  | Лас-Вегас, Невада, США      |                                                      |
| Победа    | 16-4   | Карл Роберсон    | Сдача, болевой приём (узел ноги)             | UFC 261                                   | 24 апреля 2021   | 1     | 4:55  | Джэксонвилл, Флорида, США   |                                                      |
| Поражение | 15-4   | Шон Стрикленд    | Технический нокаут (удары руками)            | UFC Fight Night: Фелдер vs. Дус Анжус     | 14 ноября 2020   | 2     | 1:32  | Лас-Вегас, Невада, США      | Бой в промежуточном весе (195 фунтов)                |
| Победа    | 15-3   | Кайл Докас       | Единогласное решение                         | UFC on ESPN: Пуарье vs. Хукер             | 27 июня 2020     | 3     | 5:00  | Лас-Вегас, Невада, США      |                                                      |
| Победа    | 14-3   | Том Бриз         | Технический нокаут (удары локтями и руками)  | UFC Fight Night: Бенавидес vs. Фигейреду  | 29 февраля 2020  | 1     | 4:47  | Норфолк, Виргиния, США      |                                                      |
| Победа    | 13-3   | Кевин Холланд    | Сдача, удушающий приём (удушение сзади)      | UFC on ESPN: Рейес vs. Вайдман            | 18 октября 2019  | 2     | 3:38  | Бостон, Массачусетс, США    | Дебют в UFC                                          |
| Победа    | 12-3   | Аарон Джеффри    | Сдача, удушающий приём (удушение сзади)      | Dana White's Contender Series 20          | 16 июля 2019     | 1     | 3:23  | Лас-Вегас, Невада, США      |                                                      |
| Победа    | 11-3   | Мозес Муррьетта  | Единогласное решение                         | LFA 61                                    | 22 февраля 2019  | 5     | 5:00  | Приор-Лейк, Миннесота, США  | Бой за титул чемпиона в среднем весе                 |
| Победа    | 10-3   | Тим Хайли        | Сдача, удушающий приём (удушение сзади)      | LFA 50                                    | 21 сентября 2018 | 3     | 3:16  | Приор-Лейк, Миннесота, США  | Бой за вакантный титул чемпиона в среднем весе       |
| Победа    | 9-3    | Ларри Кроу       | Технический нокаут (удары руками)            | LFA 43                                    | 22 июня 2018     | 1     | 2:06  | Бомонт, Техас, США          |                                                      |
| Поражение | 8-3    | Энтони Эрнандес  | Единогласное решение                         | LFA 32                                    | 26 января 2018   | 5     | 5:00  | Лейк-Чарльз, Луизиана, США  | Бой за вакантный титул чемпиона в среднем весе       |
| Победа    | 8-2    | Крис Харрис      | Сдача, удушающий приём (треугольник)         | LFA 18                                    | 4 августа 2017   | 2     | 1:22  | Шони, Оклахома, США         |                                                      |
| Поражение | 7-2    | Эрик Андерс      | Единогласное решение                         | LFA 14                                    | 23 июня 2017     | 5     | 5:00  | Хьюстон, Техас, США         | Бой за инаугурационный титул чемпиона в среднем весе |
| Победа    | 7-1    | Джон Кирк        | Технический нокаут (удары руками)            | LFA 3                                     | 10 февраля 2017  | 1     | 2:46  | Лейк-Чарльз, Луизиана, США  |                                                      |
| Победа    | 6-1    | Сидни Вилер      | Сдача, болевой приём (американа)             | Valor Fights 3                            | 2 декабря 2016   | 2     | 0:29  | Ноксвилл, Теннесси, США     | Бой за титул чемпиона в среднем весе                 |
| Победа    | 5-1    | Мэтт Джонс       | Сдача, удушающий приём (удушение сзади)      | MCFP 2                                    | 23 сентября 2016 | 1     | 3:34  | Эвондейл, Луизиана, США     |                                                      |
| Победа    | 4-1    | Кловис Хэнкок    | Сдача, удушающий приём (удушение сзади)      | Legacy FC 58                              | 22 июля 2016     | 2     | 1:54  | Лейк-Чарльз, Луизиана, США  |                                                      |
| Победа    | 3-1    | Чарли Рейдер     | Сдача, удушающий приём (удушение сзади)      | WFC 52                                    | 14 мая 2016      | 1     | 3:26  | Батон-Руж, Луизиана, США    |                                                      |
| Поражение | 2-1    | Тревин Джайлз    | Сдача, удушающий приём (удушение сзади)      | Legacy FC 52                              | 25 марта 2016    | 2     | 1:47  | Лейк-Чарльз, Луизиана, США  |                                                      |
| Победа    | 2-0    | Кори Могенбург   | Технический нокаут (удары руками)            | WFC 46                                    | 9 января 2016    | 1     | 4:03  | Батон-Руж, Луизиана, США    | Дебют в среднем весе                                 |
| Победа    | 1-0    | Зебулон Строд    | Технический нокаут (удары руками)            | WFC 42                                    | 22 августа 2015  | 1     | 4:40  | Батон-Руж, Луизиана, США    | Дебют в полусреднем весе                             |